# Globularia sintenisii
Globularia sintenisii är en grobladsväxtart som beskrevs av Heinrich Carl Haussknecht och Wettst.. Globularia sintenisii ingår i släktet bergskrabbor, och familjen grobladsväxter. Inga underarter finns listade i Catalogue of Life.